# 엉덩이 탐정의 등장인물 목록
다음은 엉덩이 탐정의 등장인물 목록이다.

## 주연
- 엉덩이 탐정

주인공이다. 엉덩이 모양의 얼굴을 가진 IQ 1104(엉덩이)의 천재 명탐정이다. 범인을 잡다가 마지막에 방귀를 꼭 뀐다. 가장 좋아하는 것은 따뜻한 홍차와 고구마 파이, 취미는 차 마시기와 독서이다. 사건의 범인이나 이유를 찾았을 때의 말버릇은 "흠흠, 냄새가 나는군."이다. 매운 카레를 먹으면 쓰러질 정도로 매운 것을 극도로 싫어한다.
- 브라운

엉덩이 탐정의 조수인 치와와이다.순진해서인지, 금방 우쭐해지는 성격이며, 추리일지를 쓴다. 귀여운 말투를 가졌다. 견공학교 출신이였지만 탐정 조수로 일하게 되었다.

## 악역
- 괴도 유

엉덩이 탐정의 최강 라이벌이며, 항상 검은 똥 모양의 마스크를 쓰고 다닌다. 시즌2에서 붙잡혀 감옥에 갇혔지만 보석 도둑 까마귀, 가마귀와 탈옥했다. 괴도인 만큼 속임수를 잘 쓴다. 엉덩이 탐정의 방귀를 맞아 늘 기절한다.
- 베리(괴도 비)

엉덩이 탐정 책 10권에 등장하는 새로운 괴도이다. 괴도 아카데미 수석 졸업 학생이자 괴도 유의 오랜 친구이다. 엉덩이 탐정의 마음을 잠깐 뒤흔들어 놨었다.

## 행운 고양이 찻집
- 찻집 아저씨

행운 고양이 찻집의 주인. 복고양이 수인으로 본명은 '태풍'이다. 자신의 딸 방울이를 귀하게 여기고 있다. 행운에 하도 집착한다.
- 방울이

찻집 아저씨의 딸. 여장부로, 지기 싫어하는 성격이다. 취미는 로큰롤 음악 듣기와 권투(하기도 하고 보기도 하고)이다.

## 견공 경찰서
- 말티즈 서장

견공 경찰서의 서장으로 남성이다. 말티즈인데도 치와와인 브라운보다 몸집이 작고, 동그란 것을 보면 자기도 모르게 달려들어 물게 된다.
- 쫑긋토끼

견공 경찰서 중에 유일하게 개가 아닌 흑색 토끼 형사이다. 귀신을 무서워하며, 손재주가 좋아 발명품을 자주 만든다.
- 검은눈썹

눈썹이 짙은 형사이다. 아이가 11마리 있다.
- 두꺼목

자신감 넘치는 시바견 형사이다. 힘이 세다.
- 파마저씨

푸들 형사이다. 썰렁한 개그가 특징이다.
- 사모에도

사모예드 수인이며 그 외 경찰들처럼 파란 경찰복을 입고 있다.
- 부르불독

불독 경찰이다. 자주 배고프다고 말하는 먹보 경찰이다.
- 스테파니

캐벨리어 킹 찰스 스패니얼 형사이다.
- 동그리

비글 형사이다. 얼굴이 동그랗다. 부르불독 형사와 함께 출동한다.
- 오토미

리트리버 형사이다. 스테파니처럼 숙녀 경찰이다.
- 하라보

슈나우저 경찰이다. 눈이 크고 눈동자가 작다.
- 안경태

요크셔테리어 경찰이다. 안경을 쓰고 있다.

## 주변 인물
- 코알라 양

씩씩한 성격의 어린 코알라 소녀이다. 성격이 급하다. 또한 엉덩이 탐정의 조수가 되고 싶어 한다.
- 나씽씽 선생님

견공 경찰학교의 선생님이다. 브라운의 담임 선생님이었다. 견종은 포메라니안이다. 과자를 몰래 먹어서 직장에서 해고 당할 뻔했다.
- 장말총

장발머리를 가지고 있는 말 수인으로 한때 말티즈 서장이 여자로 착각한 적이 있었다. 귤을 좋아하고 털게 이발소에 단골이기도 하다.
- 보라부인

본명은 홍감자로 집안의 대를 이어 고구마를 캐면서 지냈다.
- 댄디

엉덩이 탐정의 아버지로, 여자만 보면 정신을 못 차린다.

## 목소리 출연
- 김은아 - 엉덩이 탐정
- 소연 - 브라운
- 홍진욱 - 말티즈 서장, 쫑긋토끼
- 이장원 - 찻집 아저씨, 검은눈썹, 부르불독
- 석승훈 - 시바견 형사, 파마저씨, 사모에도, 동그리
- 김사라 - 오토미
- 이다슬 - 스테파니, 코알라 양
- 사성웅 - 두꺼목, 안경태, 나씽씽 선생님
- 남도형 - 괴도 유, 하라보, 장말총
- 배정미 - 방울이, 보라부인
- 무정 - 댄디